# إيفون كونزي
إيفون كونزي (بالألمانية: Yvonne Kunze)‏ هي متزلجة على مسار قصير ألمانية، ولدت في 5 يناير 1978 في رادبويل في ألمانيا.

## وصلات خارجية
- إيفون كونزي على موقع SpeedSkatingNews.info (الإنجليزية)
- إيفون كونزي على موقع ShortTrackOnLine.info (الإنجليزية)
- إيفون كونزي على موقع اللجنة الأولمبية الدولية (الإنجليزية)
- إيفون كونزي على موقع أوليمبيديا (الإنجليزية)